# Franz-Josef Müller (Badminton)
Franz-Josef Müller (* 1967) ist ein deutscher Badmintonspieler. 

## Karriere
Franz-Josef Müller gewann 1988 Silber im Mixed bei den deutschen Meisterschaften. 1991 und 1993 erkämpfte er sich Bronze im Doppel. 
In der Bundesliga wurde er 1996 Vizemeister mit dem OSC Düsseldorf und 1990 mit dem SSV Heiligenwald Deutscher Pokalsieger.
In der Altersklasse gewann er mehrere Deutsche Meistertitel und nahm 1998 an den World Master Games in Portland/USA teil. Dort gewann er mit seinem Doppelpartner Bernd Schwitzgebel die Silbermedaille; im Einzel errang er die Bronzemedaille.

## Sportliche Erfolge
| Saison    | Veranstaltung                     | Disziplin    | Platz | Name                                                                                 |
| --------- | --------------------------------- | ------------ | ----- | ------------------------------------------------------------------------------------ |
| 1985/1986 | Deutsche Einzelmeisterschaft U22  | Herrendoppel | 2     | Franz-Josef Müller (SSV Heiligenwald) / Martin Kranitz (SSV Heiligenwald)            |
| 1987/1988 | Deutsche Einzelmeisterschaft U22  | Herrendoppel | 2     | Franz-Josef Müller (SSV Heiligenwald) / Martin Kranitz (SSV Heiligenwald)            |
| 1987/1988 | Deutsche Einzelmeisterschaft      | Mixed        | 2     | Franz-Josef Müller / Maren Schröder (SSV Heiligenfeld / TV Volkmarsen)               |
| 1990/1991 | Deutsche Einzelmeisterschaft      | Herrendoppel | 3     | Martin Kranitz / Franz-Josef Müller (SSV Heiligenwald)                               |
| 1991/1992 | 1. Bundesliga                     | Mannschaft   | 3     | SSV Heiligenwald                                                                     |
| 1992/1993 | Deutsche Einzelmeisterschaft      | Herrendoppel | 3     | Martin Kranitz / Franz-Josef Müller (SSV Heiligenwald / BC Eintracht Südring Berlin) |
| 1993/1994 | Deutsche Mannschaftsmeisterschaft | Mannschaft   | 3     | OSC Düsseldorf                                                                       |
| 1995/1996 | Deutsche Mannschaftsmeisterschaft | Mannschaft   | 2     | OSC Düsseldorf (Hu Zhilang, Xie Yangchun, Nicole Baldewein, Franz Josef Müller)      |
| 1995/1996 | Deutsche Einzelmeisterschaft      | Herreneinzel | 3     | Franz-Josef Müller (OSC Düsseldorf)                                                  |
| 1995/1996 | Deutsche Einzelmeisterschaft      | Herrendoppel | 3     | Martin Kranitz / Franz-Josef Müller (SSV Heiligenwald / OSC Düsseldorf)              |
| 1996/1997 | Deutsche Einzelmeisterschaft      | Herrendoppel | 3     | Martin Kranitz / Franz-Josef Müller (SSV Heiligenwald / TuS Wiebelskirchen)          |
| 1996/1997 | Deutsche Mannschaftsmeisterschaft | Mannschaft   | 9     | TuS Wiebelskirchen                                                                   |
| 1999/2000 | Deutsche Einzelmeisterschaft O32  | Herreneinzel | 1     | Franz-Josef Müller (TV Bischmisheim)                                                 |
| 1999/2000 | Deutsche Einzelmeisterschaft O32  | Herrendoppel | 1     | Franz-Josef Müller / Bernd Schwitzgebel (TV Bischmisheim / TV Bischmisheim)          |
| 2002/2003 | Deutsche Einzelmeisterschaft O35  | Herreneinzel | 1     | Franz-Josef Müller (TV Wehen)                                                        |
| 2002/2003 | Deutsche Einzelmeisterschaft O35  | Herrendoppel | 1     | Bernd Schwitzgebel / Franz-Josef Müller (1. BC Bischmisheim / TV Wehen)              |